# Metabraxas parvula
Metabraxas parvula là một loài bướm đêm trong họ Geometridae.